# Enrico Solito
Enrico Solito (Roma, 1954) è uno scrittore italiano.

## Biografia
Nato a Roma nel 1954 diventa pediatra e neuropsichiatra infantile, vive ed esercita la propria professione in Toscana. Attualmente è membro di varie associazioni scientifiche e dell'Associazione Sherlockiana Italiana denominata Uno Studio in Holmes per la quale cura la rivista The Strand Magazine.
Ha scritto, oltre a numerosi libri e articoli di carattere medico specialistico, molti scritti apocrifi con protagonista il detective privato Sherlock Holmes. Nel 1997, con il racconto La Sindrome di Caino ha vinto il premio letterario Palazzo al Bosco. Diversi suoi romanzi hanno ambientazioni storiche particolari di sottofondo alla storia principale.

### Scritti

#### Libri su Sherlock Holmes
- Uno Studio in Holmes, Biblioteca del Vascello, 1995.
- I Casi proibiti di Sherlock Holmes, Hobby & Work, collana Giallo & nero, 1998.
- I 17 Scalini, Bottega delle Meraviglie, 1998.[1]
- Sette Misteri per Sherlock Holmes, Hobby & Work, collana Mystery Pocket, 2000.
- I dossier di Sherlock Holmes. Cinque casi top secret per il detective di Baker Street, Hobby & Work, collana Giallo & nero, 2004.
- Sherlock Holmes e le ombre di Gubbio, Hobby & Work, collana Giallo italiano, 16 ottobre 2008.[2]
- Sherlock Holmes e l'orrore di Cornovaglia, Hobby & Work, collana Giallo & nero, 27 novembre 2008.[3]
- La grande enciclopedia di Sherlock Holmes. Baker Street dalla A alla Z, Delos Digital, 2020.[4]

#### Altri libri
- All'ombra del pino Hobby & Work, collana Mystery Pocket 6 aprile 2006.[5]
- Delitti di regime, scritto con Ben Pastor Aliberti editore, collana Due Thriller 1º maggio 2006.
- Nero porpora, Hobby & Work, collana Mystery Pocket 24 gennaio 2008.[6]
- Cefalonia 1943. Lettere dal massacro, Hobby & Work, collana Saggio storico 1º gennaio 2008.[7]
- Buio prima dell'alba. I delitti di San Michele Alacràn, collana Stilo 22 aprile 2010.[8]
- Caino e il pifferaio magico, Alacràn, collana Stilo 21 aprile 2011.